# Meppen

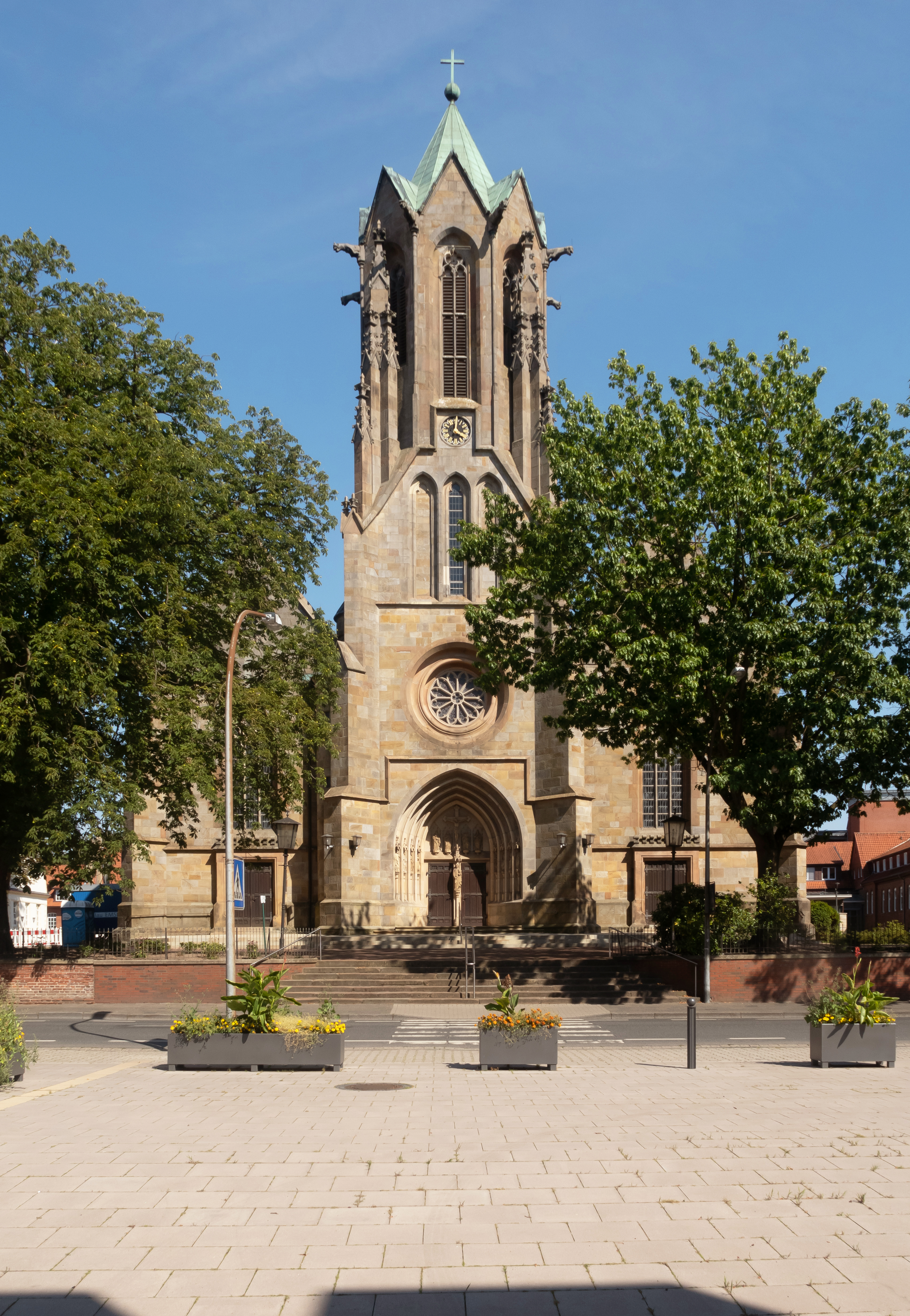
Meppen, iglesia: Prostpei Kirche

Meppen (pronunciación en alemán: /ˈmɛpn̩/ⓘ) es la capital del Landkreis Emsland en Niedersachsen (Baja Sajonia), ubicada al norte de Alemania. El nombre de la ciudad en alemán viene a significar ‘desembocadura’.